# Apoptygma Berzerk
Apoptygma Berzerk (abreviado como APB o Apop) es una banda noruega de synth pop, EBM y futurepop. El grupo ha hecho giras por Europa y los Estados Unidos con bandas como VNV Nation, Unheilig, Beborn Beton e Icon of Coil.
Todas las letras de las canciones están escritas en inglés.
El grupo fue formado por Stephan L. Groth y Jon Erik Martinsen en 1989. Ellos grabaron unas cuantas maquetas, incluyendo 'Victims of Mutilation'. Jon Erik dejó la banda pasado poco tiempo ya que se sentía incómodo con la dirección que estaba tomando la música del grupo.
En cuanto a sus influencias musicales, afirman beber de bandas y artistas como Depeche Mode, David Bowie, The Velvet Underground, Kraftwerk, Front 242, The Jesus & Mary Chain, Neu! y Giorgio Moroder, entre otros.
El sencillo In This Together es la banda sonora de la temporada 13 de la serie estadounidense ER.

## Miembros
- Stephan Leonard Groth - voz, programación, guitarras, muestras (1989-presente).
- Ted Skogmann - batería / guitarra (1999-2002 y 2011-actualidad).
- Jonas Groth - teclados en directo, organización (2009-presente).
- Audun Stengel (Angel) - guitarra (2002-2009 y 2013-actualidad).

### Miembros pasados
- Geir Bratland - teclado, coros (1995-2009).
- Fredrik Brarud - batería (2002-2009).
- Anders Odden - guitarra (1992-1999, 2003-2006).
- Brandon Smith - guitarra (2009 -?).
- Jon Erik Martensen - teclado (1989).
- Per Aksel Lundgreen - teclado / organización (1991-1994).
- Fredrik Darum - productor, guitarra en vivo (1999-2001).
- Thomas Jakobsen - batería (2009-2011).

## Discografía

### Maquetas
- Victims of Mutilation (casete, 1990).

### Álbumes de estudio
- Soli Deo Gloria (1993)
- 7 (1996)
- Welcome to Earth (2000)
- Harmonizer (2002)
- You and Me Against the World (2006)
- Rocket Science (2009)
- Exit Popularity Contest (2016)
- SDGXXV (2019)

### Álbumes en directo
- APBL98 (1999).
- APBL2000 (2001).
- APBL2000 (edición de lujo, 2007).
- APBL2009 - Imagine There's no Lennon (2010).

### Sencillos
- Ashes to Ashes (12", 1991).
- Bitch (1993).
- Deep Red (1994).
- Non-stop Violence (1995).
- Paranoia (1998).
- Eclipse (1999).
- Kathy's Song (2000).
- Kathy's Song I (12", 2000).
- Kathy's Song II (12", 2000).
- Until the End of the World I (2002).
- Until the End of the World II (2002).
- Until the end of the World Vinyl (2002).
- Suffer In Silence (2002).
- Suffer In Silence (remezclas trance, 2002).
- Suffer In Silence (12", 2002).
- In This Together (2005).
- Shine On (2006).
- Love To Blame (2006).
- Cambodia (2006).
- Apollo (Live On Your TV) (2009).
- Green Queen (2010).
- Major Tom (2013).
- Stop Feeding The Beast (2014)
- Videodrome (2015)
- Xenogenesis (2016)
- SDGXXV EP (2018)
- SDGXXV EP II (2019)
- Deep Red 7" (2019)

### VHS y DVD
- APBL2000 (VHS y DVD, 2001).
- Harmonizer (DVD, 2004).
- APBL2009 - Imagine There's no Lennon (DVD, 2010).